# Liste der Mitglieder des Thüringer Landtags (1946–1952, 1. Wahlperiode)
Diese Liste gibt einen Überblick über die Mitglieder des Thüringer Landtags in der Sowjetischen Besatzungszone in der 1. Wahlperiode vom 21. November 1946 bis zum 10. Oktober 1950.
Die Landtagswahl fand am 20. Oktober 1946 statt.

## Zusammensetzung
| Fraktion | Sitze |
| -------- | ----- |
| SED      | 50    |
| CDU      | 19    |
| LDP      | 28    |
| VdgB     | 3     |
| gesamt   | 100   |

## Präsidium
- Präsident des Landtags
 August Frölich (SED)
- 1. Vizepräsident:
 Alphons Gaertner (LDP)
 Otto Möller (LDP) ab Juli 1948
 Hans Meier (LDP) ab September 1949
- 2. Vizepräsident:
 Walter Rücker (CDU)
- 3. Vizepräsident:
 Werner Eggerath (SED)
 Friedrich Heilmann (SED) zusätzlich ab März 1947
- 1. Schriftführerin:
 Lydia Poser (SED)
- 2. Schriftführer:
 Walter König (LDP)
- 3. Schriftführer:
 Paula Rabetge (VdgB)
Georg Lotz (VdgB) ab Oktober 1948

## Fraktionsvorsitzende
- Fraktion der SED
 Richard Eyermann
(Friedrich Heilmann)
- Fraktion der CDU
 Georg Grosse
Johannes Mebus ab Dezember 1946
Karl Magen
- Fraktion der LDP
 Hermann Becker
Friedrich Schneider ab Juli 1948

Neben den insgesamt 73 Plenarsitzungen erfolgte die Arbeit in den Ausschüssen:
| Ausschuss                             | Vorsitzender                                                                                    |
| ------------------------------------- | ----------------------------------------------------------------------------------------------- |
| Ältestenrat (= Ständiger Ausschuss)   | August Frölich (SED)                                                                            |
| Geschäftsordnungsausschuss            | Richard Eyermann (SED)                                                                          |
| Wirtschaft, Handel und Versorgung     | Heinz Baumeister (SED), ab Oktober 1948 August Kunze (SED)                                      |
| Gemeinde- und Kreisangelegenheiten    | Karl Hermann (SED), ab Mai 1947 Richard Eyermann (SED), ab November 1949 Paul Richter (SED)     |
| Finanz- und Haushalt                  | August Kunze (SED), ab August 1947 Friedrich Heilmann (SED)                                     |
| Recht                                 | Karl Hermann (SED)                                                                              |
| Jugend                                | Ernst Horn (SED)                                                                                |
| Landwirtschaft                        | Karl Hamann (LDP), ab Januar 1949 Alfred Giese (SED)                                            |
| Verkehr                               | Artur Steinmann (LDP), ab Januar 1949 Curt-Christian Elster (LDP)                               |
| Kultur und Volksbildung               | Friedrich Schneider (LDP)                                                                       |
| Arbeit, Gesundheit und Sozialfürsorge | Hugo Dornhofer (CDU), ab November 1947 Kurt Döbler (CDU)                                        |
| Umsiedler und Neuaufbau               | Karl Magen (CDU), ab März 1947 Gertrud Voigt (CDU)                                              |
| Gesuchsausschuss                      | Gertrud Wronka (CDU), ab Mai 1948 Otto Brötling (CDU), ab September 1948 Maria von Coelln (CDU) |
| Strafvollzug                          | Fritz Barth (SED)                                                                               |

## Mitglieder
| Name                    | Fraktion | Anmerkung |
| ----------------------- | -------- | --- |
| Willi Albrecht          | SED      | |
| Margarete Arnhold       | LDP      | Abgeordnete ab dem 5. Dezember 1949                                                                                         |
| August Bach             | CDU      | Abgeordneter ab dem 5. Mai 1950                                                                                             |
| Fritz Barth             | SED      | |
| Heinz Baumeister        | SED      | Abgeordneter bis zum 26. Oktober 1948                                                                                       |
| Fritz Baumgarten        | CDU      | Abgeordneter bis zum 16. August 1950                                                                                        |
| Hanni Becker            | SED      | |
| Hermann Becker          | LDP      | Verhaftung durch den NKWD am 23. Juli 1948                                                                                  |
| Willi Beer              | DBD      | Abgeordneter vom 31. März bis zum 31. August 1950                                                                           |
| Berthold Biesmann       | LDP      | Abgeordneter ab dem 9. Mai 1949                                                                                             |
| Karl Blankenburg        | CDU      | |
| Alfred Bochert          | SED      | eingetreten am 7. Oktober 1947 als Nachrücker von Theodor Plievier                                                          |
| Otto Brötling           | CDU      | Abgeordneter bis zum 27. August 1948                                                                                        |
| Olga Brückner           | SED      | |
| Lotte Bust              | SED      | |
| Franz Clad              | LDP      | Abgeordneter bis zum 19. November 1946                                                                                      |
| Esther-Maria von Coelln | CDU      | Abgeordnete bis zum 8. Juni 1950                                                                                            |
| Heinrich Degenhardt     | CDU      | Abgeordneter vom 27. August 1948 bis zum 24. April 1950                                                                     |
| Kurt Döbler             | CDU      | |
| Hugo Dornhofer          | CDU      | bis zu seinem erzwungenen Rücktritt am 19. Februar 1948                                                                     |
| Josef Eckardt           | SED      | Abgeordneter bis zum 9. August 1950                                                                                         |
| Werner Eggerath         | SED      | |
| Curt-Christian Elster   | LDP      | Abgeordneter bis zum 9. Mai 1949                                                                                            |
| Richard Eyermann        | SED      | |
| Egon Feiß               | SED      | Abgeordneter bis zum 6. Mai 1949                                                                                            |
| Lucia Fesser            | CDU      | Abgeordnete ab dem 10. Dezember 1948                                                                                        |
| Ida Fischer             | SED      | |
| Paul Fischer            | SED      | Abgeordneter ab dem 20. Oktober 1948                                                                                        |
| Friedrich Florey        | LDP      | Abgeordneter vom 4. September 1948 bis zum 29. August 1950                                                                  |
| Albin Franke            | CDU      | Abgeordneter ab dem 28. März 1950                                                                                           |
| Walter Franke           | CDU      | Abgeordneter ab dem 31. August 1950                                                                                         |
| August Frölich          | SED      | |
| Armin Frühauf           | CDU      | Abgeordneter bis zum 25. Februar 1950                                                                                       |
| Alfred Fuhlrodt         | LDP      | Abgeordneter vom 24. April 1947 bis zum 28. Februar 1950                                                                    |
| Alphons Gaertner        | LDP      | bis zu seiner Flucht in den Westen Juli 1948                                                                                |
| Werner Gast             | CDU      | Abgeordneter ab dem 7. Juli 1950                                                                                            |
| Elsa Geier              | SED      | Abgeordnete bis zum 15. September 1948                                                                                      |
| Alfred Giese            | LDP      | |
| Wilhelm Glaeser         | LDP      | Abgeordneter ab dem 7. Juni 1950                                                                                            |
| Paul Glaser             | SED      | Abgeordneter ab dem 17. Mai 1949                                                                                            |
| Anne-Marie Göpel        | SED      | Abgeordnete ab dem 26. Oktober 1949                                                                                         |
| Margarethe Goldammer    | SED      | Abgeordnete bis zum 5. November 1948                                                                                        |
| Kurt Gröbe              | SED      | Abgeordneter bis zum 3. November 1948                                                                                       |
| Georg Grosse            | CDU      | Abgeordneter bis zum 24. September 1949, aus Partei und Fraktion ausgeschlossen                                             |
| Loni Günther            | SED      | Abgeordnete ab dem 29. August 1950                                                                                          |
| Karl Hamann             | LDPD     | |
| Adolf Handschuhmacher   | LDP      | Abgeordneter ab dem 15. Juni 1950                                                                                           |
| Helene Hauenstein       | SED      | |
| Heinrich Heber          | SED      | Abgeordneter ab dem 26. Oktober 1948                                                                                        |
| Friedrich Heilmann      | SED      | |
| Else Heinz              | CDU      | Abgeordnete ab 9. April 1948 als Nachfolgerin für Gertrud Wronka                                                            |
| Hermann Hendrich        | LDP      | Abgeordneter ab dem 13. Juni 1949                                                                                           |
| Johanna Henninger       | SED      | Abgeordnete ab dem 28. Februar 1950                                                                                         |
| Hermann Henselmann      | SED      | Abgeordneter vom 3. November 1948 bis zum 18. Oktober 1949                                                                  |
| Karl Hermann            | SED      | |
| Erich Hertzsch          | SED      | |
| Karl Herzberg           | VdgB     | |
| Paul Heyne              | SED      | Abgeordneter bis zum 9. Oktober 1948                                                                                        |
| Johanna Himmler         | SED      | |
| Heinrich Hoffmann       | SED      | Abgeordneter bis zum 23. Februar 1950                                                                                       |
| Ernst Horn              | SED      | |
| Karl Ißleib             | CDU      | Abgeordneter ab dem 9. Oktober 1947 als Nachfolger von Otto Schneider                                                       |
| Leo Jerzynski           | CDU      | |
| Rudolf Jobst            | SED      | |
| Willi Kalinke           | SED      | |
| Otto Keiser             | LDP      | |
| Michael König           | CDU      | Abgeordneter ab dem 7. Juli 1950                                                                                            |
| Walter König            | LDP      | Abgeordneter bis 26. Oktober 1948                                                                                           |
| Wilhelm Koenig          | LDP      | Abgeordneter vom 18. Januar 1949 bis zum 20. September 1950                                                                 |
| Walther Kramer          | SED      | |
| Bernhard Krüger         | LDP      | |
| Hans-Dieter Kühn        | CDU      | Abgeordneter ab dem 5. Mai 1950                                                                                             |
| Fritz Kühner            | LDP      | verstorben am 23. März 1947; Nachfolger Hans Meier                                                                          |
| August Kunze            | SED      | |
| Karl Langebach          | SED      | |
| Doris Lehmann           | SED      | |
| Helmut Lehmann          | SED      | Abgeordneter bis zum 10. Februar 1950                                                                                       |
| Konrad Leuschner        | LDP      | Abgeordneter ab dem 8. Juni 1950                                                                                            |
| Ernst Lösch             | SED      | Abgeordneter ab dem 25. September 1948                                                                                      |
| Albert Lotz             | LDP      | |
| Georg Lotz              | VdgB     | |
| Johannes Lotz           | SED      | Abgeordneter bis zum 18. September 1948                                                                                     |
| Karl Ludwig             | SED      | Abgeordneter bis zum 19. Oktober 1949                                                                                       |
| Otto Maar               | LDP      | Abgeordneter offiziell vom 4. Oktober 1948 bis zum 18. Januar 1949, jedoch bereits am 13. Oktober 1948 durch NKWD verhaftet |
| Karl Magen              | CDU      | Abgeordneter vom 11. November 1946 bis zum 7. Oktober 1948                                                                  |
| Johannes Mebus          | CDU      | |
| Karl Mehnert            | LDP      | |
| Hans Meier              | LDP      | Nachrücker für Fritz Kühner am 14. April 1947                                                                               |
| Otto Möller             | LDP      | Abgeordneter bis zum 22. November 1949                                                                                      |
| Leonhard Moog           | LDP      | Abgeordneter bis zum 18. Januar 1950                                                                                        |
| Max Müller              | LDP      | Abgeordneter ab dem 31. Mai 1950                                                                                            |
|                         |          | |
| Wilhelm Müller          | SED      | |
| Karl-Heinz Naase        | LDP      | eingetreten am 17. Mai 1947 für Louis Posern, Abgeordneter bis zum 18. Januar 1949                                          |
| Martha Olbrich          | NDPD     | Abgeordnete ab dem 15. Januar 1950                                                                                          |
| Rudolf Paul             | SED      | ausgeschieden 24. April 1947; Nachfolger Max Richter                                                                        |
| Kurt Picht              | LDP      | Abgeordneter ab dem 9. September 1948                                                                                       |
| Theodor Plievier        | SED      | legte das Amt zum 7. Oktober 1947 nieder und flüchtete in den Westen                                                        |
| Lydia Poser             | SED      | |
| Louis Posern            | LDP      | ausgeschieden am 10. April 1947; Nachfolger Karl-Heinz Naase                                                                |
| Herbert Purschke        | SED      | Abgeordneter ab 29. August 1950                                                                                             |
| Paula Rabetge           | VdgB     | Abgeordnete bis 25. August 1948                                                                                             |
| Erich Rach              | LDP      | Abgeordneter ab 4. Oktober 1948                                                                                             |
| Annemarie Rambusch      | SED      | Abgeordnete ab 14. Februar 1949                                                                                             |
| Julius Rave             | CDU      | Abgeordneter ab 21. Oktober 1949                                                                                            |
| Richard Reddigau        | SED      | Abgeordneter bis 1. August 1950                                                                                             |
| Martin Reger            | LDP      | Abgeordneter ab 10. November 1948 bis 1. Juni 1949                                                                          |
| Helmuth Reimann         | SED      | Abgeordneter ab 6. September 1948                                                                                           |
| Georg Reng              | LDP      | Abgeordneter bis 31. Januar 1950                                                                                            |
| Marie Reutgen           | SED      | Abgeordnete bis 17. September 1948                                                                                          |
| Max Richter             | SED      | Abgeordneter ab 8. April 1947                                                                                               |
| Paul Richter            | SED      | |
| Herbert Rohloff         | LDP      | ab 17. Dezember 1947 als Nachfolger für Kurt Schütze bis zum 12. April 1949                                                 |
| Walter Rücker           | CDU      | |
| Hilmar Rudloff          | CDU      | geboren am 14. Juni 1899; verstorben 1971                                                                                   |
| Emma Sachse             | SED      | |
| Fritz Sattler           | SED      | |
| Alfred Schlag           | LDP      | Abgeordneter bis zum 5. Januar 1949                                                                                         |
| Alfred Schlegel         | LDP      | Abgeordneter ab dem 9. Mai 1949                                                                                             |
| August Schlotterhose    | LDP      | |
| Karl Schmidt            | SED      | |
| Milly Schmidt           | LDP      | |
| Willi Schmidt           | SED      | Abgeordneter ab dem 13. November 1946, aus Nordhausen                                                                       |
| Friedrich Schneider     | LDP      | |
| Otto Schneider          | CDU      | verstorben am 25. Juli 1947, Nachfolger Karl Ißleib                                                                         |
| Werner Schneider        | LDP      | Abgeordneter vom 18. Januar 1949 bis zum 30. März 1950                                                                      |
| Friedrich Schomerus     | LDP      | Abgeordneter bis zum 16. Februar 1949                                                                                       |
| Friedrich Schreiber     | LDP      | Abgeordneter bis zum 9. September 1948                                                                                      |
| Wilhelm Schröder        | DBD      | Abgeordneter ab dem 31. August 1950                                                                                         |
| Kurt Schröter           | LDP      | Abgeordneter ab dem 5. Dezember 1949                                                                                        |
| Kurt Schütze            | LDP      | Abgeordneter vom 19. November 1946 bis zum 22. November 1947; Nachfolger Herbert Rohloff                                    |
| Helene Schulz           | LDP      | Abgeordnete bis zum 1. März 1950                                                                                            |
| Rudolf Schwandt         | DBD      | kooptierter Beauftragter der DBD vom 20. Februar bis zum 31. März 1950                                                      |
| Arthur Steinmann        | LDP      | |
| Otto Steinmüller        | SED      | Abgeordneter ab dem 25. Oktober 1949                                                                                        |
| Adolf Stelter           | LDP      | Abgeordneter ab dem 11. März 1949                                                                                           |
| Helmut Steltzner        | LDP      | Abgeordneter bis zum 30. Juli 1950                                                                                          |
| Willy Storch            | SED      | |
| Karl Strömsdorfer       | SED      | Abgeordneter vom 21. bis zum 23. Februar 1950                                                                               |
| Rudolf Trabert          | CDU      | |
| Elli Triemer            | SED      | Abgeordnete bis 9. Februar 1949                                                                                             |
| Bernhard Usbeck         | VdgB     | Abgeordneter ab dem 25. September 1948                                                                                      |
| Gertrud Voigt           | CDU      | Abgeordnete bis zum 12. November 1948                                                                                       |
| Otto Voigt              | SED      | |
| Wilhelm Voigt           | CDU      | |
| Paul Volkmann           | SED      | |
| Rosa Volkmann           | SED      | Abgeordnete ab dem 21. November 1948                                                                                        |
| Emma Weiß               | SED      | |
| Karl Werner             | CDU      | |
| Elisabeth Wesenick      | SED      | |
| Helmut Winbeck          | LDP      | Abgeordneter ab dem 8. Juni 1950                                                                                            |
| Rosa Winkler            | SED      | Abgeordnete ab dem 14. Oktober 1948                                                                                         |
| Erika von Winning       | LDP      | Abgeordnete ab dem 18. Januar 1949                                                                                          |
| Karl Wißler             | SED      | |
| Curt Witschel           | CDU      | Abgeordneter vom 17. August 1948 bis zum 25. März 1950                                                                      |
| Gertrud Wronka          | CDU      | Abgeordnete bis zum 25. März 1948, im Mai 1948 Flucht in den Westen; Nachfolgerin Else Heinz                                |
| Walter Zöller           | LDP      | Abgeordneter bis zum 1. November 1949                                                                                       |
| Felix Zumhasch          | LDP      | Abgeordneter bis zum 4. Oktober 1948                                                                                        |